# (۱٬۲٬۵٬۶-تترا هیدرو پیریدین-۴-یل) متیل فسفینیک اسید
(۱٬۲،۵٬۶-تترا هیدرو پیریدین-۴-یل) متیل فسفینیک اسید (به انگلیسی: (1,2,5,6-Tetrahydropyridin-4-yl)methylphosphinic acid) با فرمول شیمیایی C6H12NO2P یک ترکیب شیمیایی با شناسه پاب‌کم ۲۹۳۰۷ است. که جرم مولی آن ۱۶۱٫۱۳۸۷۴۱ گرم بر مول می‌باشد.